# Precipitación salina

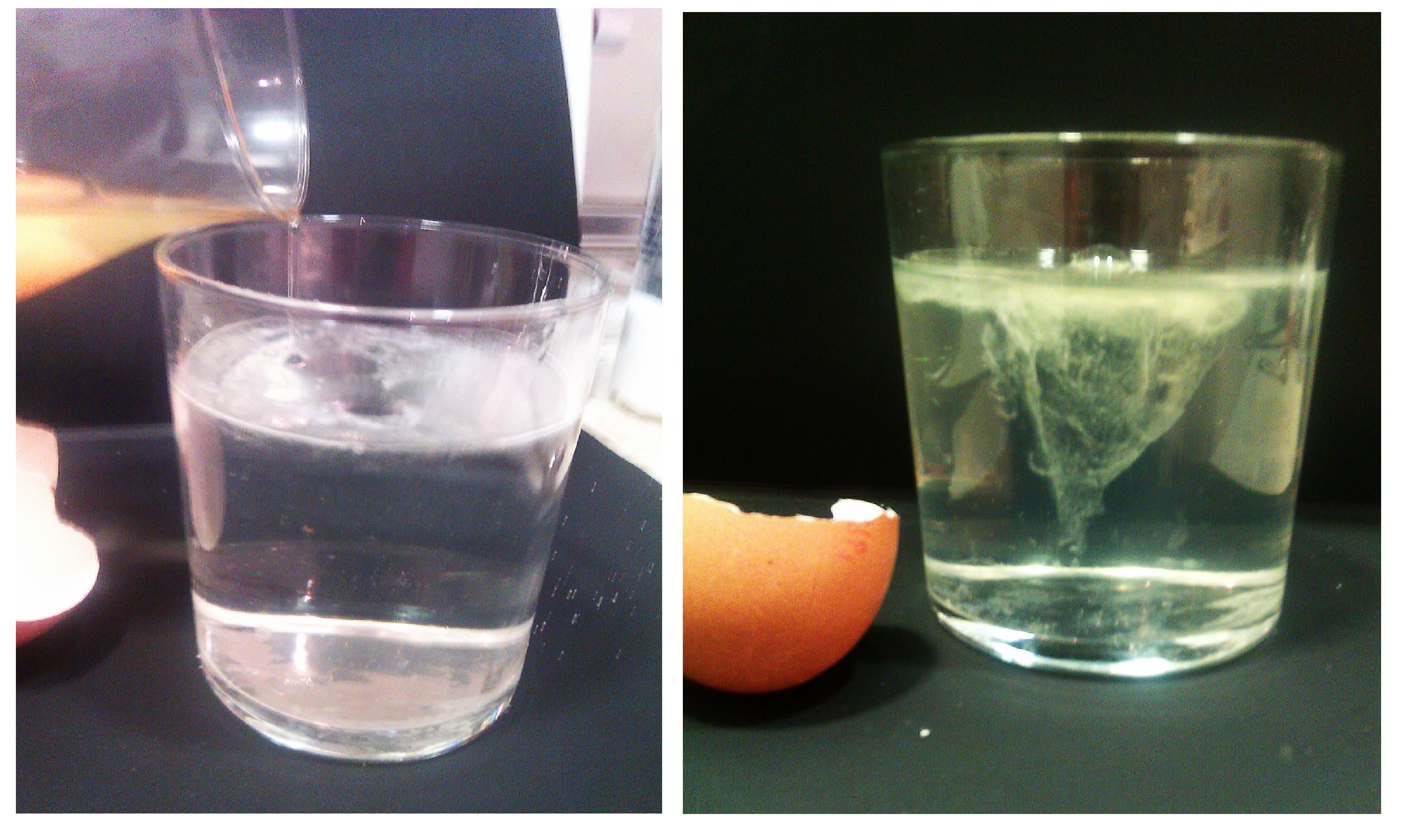
Coagulación de proteínas de huevo inducida por la alta concentración de cloruro sódico (NaCl).

La precipitación salina (fr. Relargage; pt.: Relargagem; in.: Salting-out), expulsión salina o ex-salado, es un fenómeno físico-químico basado en las interacciones electrolito-no electrolito, en el cual a altas concentraciones salinas (o alta fuerza iónica) algunos solutos como proteínas o polímeros precipitan debido al aumento de las interacciones hidrofóbicas entre ellos. Este fenómeno está vinculado al fenómeno cosmotrópico ejercido por algunas sales. La concentración salina y el tipo de sal requerida para la precipitación varían de soluto a soluto. Este fenómeno es empleado para la separación de proteínas.

## Principio
Mientras que los agentes caotrópicos favorecen la solubilidad de algunas macromoléculas como las proteínas, una alta concentración de agentes cosmotrópicos favorece su agregación y precipitación (ver agente caotrópico) según las series de Hofmeister. Este fenómeno cosmotrópico se atribuye al aumento del carácter hidrofílico del solvente inducido por iones con alta densidad de carga superficial poco polarizables, lo cual provoca un aumento de las interacciones hidrofóbicas de las macromoléculas.

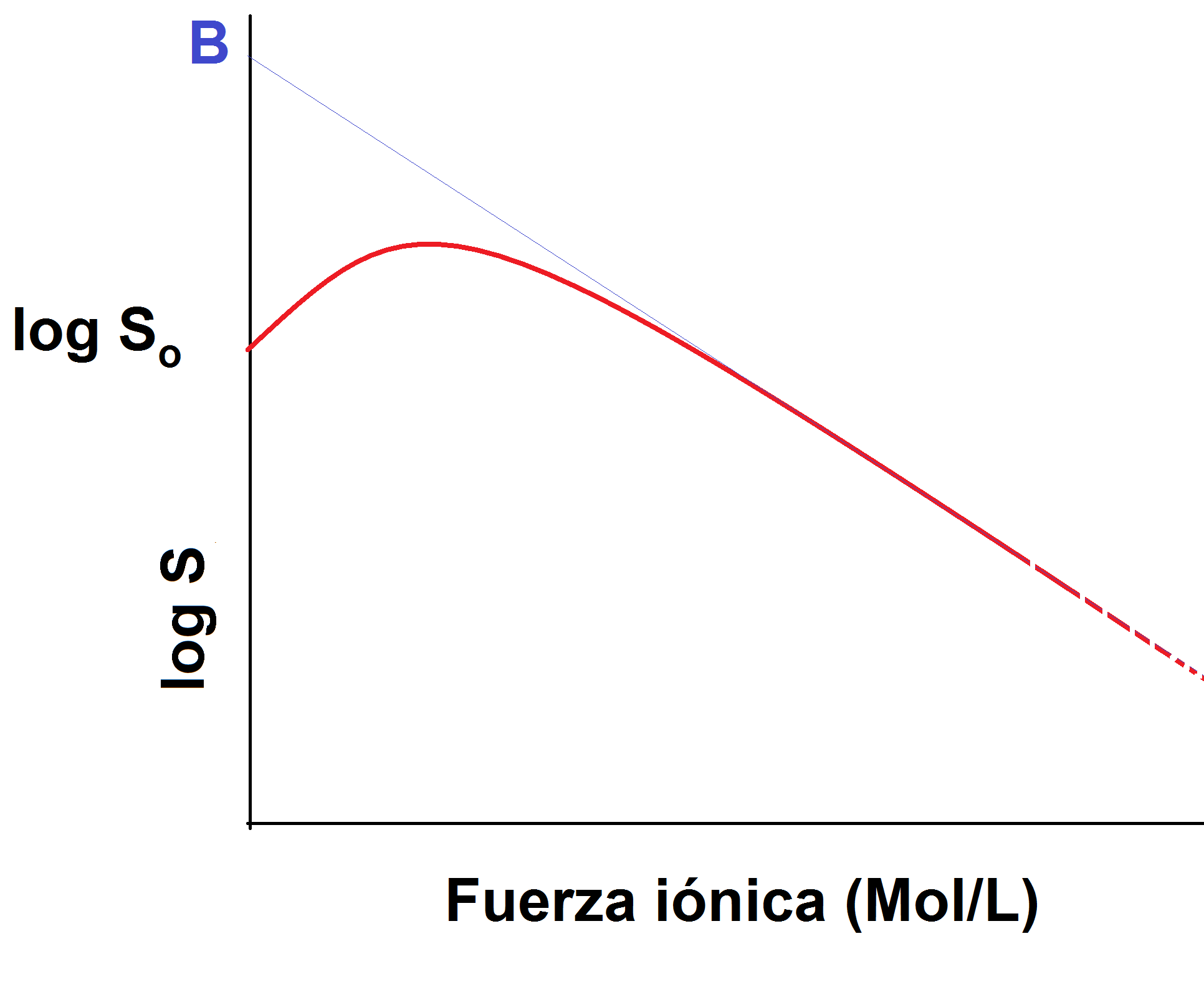
Curva representativa de solubilidad de una macromolécula tipo proteína en función de la fuerza iónica del medio.

La eficiencia de precipitación depende de la naturaleza del soluto, de la sal y de su concentración. A valores de pH cercanos al punto isoeléctrico de la macromolécula (proteína o polímero) una pequeña cantidad de sal favorece la solubilidad, actuando como caótropo, (solubilidad por salinización o salting-in, en inglés) mientras que una alta concentración de sal induce nuevamente la precipitación.
La solubilidad de una macromolécula en función de la fuerza iónica, I, puede ser representada por la ecuación de Cohn:
log S = B-KI
Donde S es la solubilidad; B es la solubilidad "ideal", K una constante característica del sistema sal-macromolécula e I la fuerza iónica.

## Utilidad
Además de para la separación y cristalización de proteínas este principio ha sido empleado para la preparación de partículas proteicas sobre la base de proteínas de la seda de gusano. Este fenómeno es responsable de la ayuda ejercida por la sal común y en parte por el vinagre en el escalfado de los huevos. También se ha empleado este fenómeno para encapsular moléculas pequeñas a modo de fármacos modelo (FM), en poliuretanos solubles en agua, los cuales forman partículas submicrométricas cargadas de FM tras el proceso de precipitación salina.